# George Raper
George Raper (* 19. September 1769 in London, England; † 29. September 1796) war ein britischer Marineoffizier und Illustrator.

## Leben und Wirken
Raper war der Sohn von Henry und Catherine Raper. Am 20. August 1783 musterte er auf der HMS Rose der Royal Navy als Kapitänsdiener an. Nach einem weiteren Dienst auf der HMS Racehorse kam er als Vollmatrose am 15. November 1786 auf die HMS Sirius. Die von Captain John Hunter befehligte Sirius war das Flaggschiff der First Fleet, die unter Commodore Arthur Phillip Sträflinge von England nach New South Wales in Australien transportierte. Während der Überfahrt der First Fleet von Rio de Janeiro nach Kapstadt wurde George Raper am 30. September 1787 zum Midshipman befördert. Raper führte seinen Malkasten mit sich und er besaß eine größere Anzahl von Farben als John Hunter, der ebenfalls Zeichner war. Rapers Karten und Zeichnungen von Häfen, wie Teneriffa und Rio de Janeiro waren ein Teil seines Kompetenznachweises für seine Beförderung zum Midshipman. Im Januar 1788 erreichte die First Fleet Botany Bay.
Am 1. Oktober 1788 setzte die Sirius mit Raper an Bord die Segel von Port Jackson nach Kapstadt, um Nachschub für die hungernde australische Kolonie zu holen. Raper setzte seine Zeichenarbeit fort; sein Aquarell Ice-Islands (Eisinseln), das auf dieser Reise entstand, wird im Natural History Museum in London aufbewahrt. Im Februar 1789 verließ die Sirius Kapstadt, geladen mit für 12 Monate ausreichenden Proviant für die Schiffsmannschaft, Mehl für die Versorgung der ganzen Kolonie für sechs Monate und anderen Vorräten. Während ihrer Rückkehr geriet die Sirius Mitte April 1789 in einen Sturm an der Südküste von Vandiemensland und wurde beschädigt. Zwei Wochen nach dem Sturm erreichte die Sirius Port Jackson. Von Juni bis November 1789 wurde das Schiff am Careening Cove, die heutige Mosman Bay am Sydney Harbour, repariert.
Am 6. März 1790 verließ die Sirius mit Raper an Bord Port Jackson, um Vorräte auf die Norfolkinsel zu bringen. Kurz vor Erreichen der Insel erlitt die Sirius Schiffbruch. Die gesamte Schiffsmannschaft wurde gerettet und auch viele Vorräte wurden geborgen. Raper rettete seinen Malkasten, genauso wie eine Reihe von Landschafts-, Tier- und Pflanzenzeichnungen, die er auf der Insel angefertigt hatte. Er und die Mannschaft verbrachten zwangsweise elf Monate auf der Norfolkinsel, bis sie schließlich von der HMS Supply aufgenommen wurden, die am 27. Februar 1791 Sydney erreichte.
Zurück in England, mussten sich Raper und die anderen Offiziere der Sirius im Jahr 1792 vor einem Militärgericht wegen des Verlustes der Sirius verantworten. Sie wurden ehrenhaft freigesprochen.
Raper diente anschließend auf der HMS Duke und der HMS Victory. Im Juni 1793 wurde er zum Lieutenant befördert und wechselte auf die HMS Speedy. Im September desselben Jahres wurde Raper Offizier auf der Commerce de Marseille, ein ehemaliges französisches Schiff, das während der Belagerung von Toulon von der Royal Navy beschlagnahmt wurde. Die französische Besatzung und der Kapitän verblieben auf dem Schiff und so war Raper, abgesehen von zwei kurzen Besuchen britischer Offiziere, der einzige britische Offizier an Bord der Commerce de Marseille. In den Soldbüchern des Schiffes wurde Raper als Reper oder „Rapert … Lieutenant anglais“ gelistet. 
Nur zwei Gemälde, die 1794 während Rapers Dienst im Mittelmeer entstanden sind, haben bis heute überdauert. Es handelt sich um Aquarelle von einer Gemeinen Goldmakrele und einem Hai, die in der State Library of New South Wales aufbewahrt werden.
Im April 1795 kam Raper als Lieutenant auf die HMS Cumberland, im Dezember desselben Jahres wurde er zum First Lieutenant befördert. Am 14. Oktober 1795 schrieb er im Alter von 26 Jahren sein Testament, mit dem Wunsch, dass im Falle seines Todes, sein gesamtes zeichnerisches Werk an seine Mutter gesandt werden soll.
Im Mai 1796 erhielt Raper das Oberkommando über den Kutter HMS Expedition. Er wurde zunächst nach Gibraltar entsandt und anschließend zu den Westindischen Inseln. In der Nähe von Barbados erlitt das Schiff einen schweren Schaden durch einen Wirbelsturm, Menschenleben waren jedoch nicht zu beklagen. 

In der Literatur wird manchmal 1797 als Rapers Todesjahr angegeben. Die Historikerin Linda Groom von der National Library of Australia zitiert jedoch in ihrem Buch First Fleet artist: George Raper’s birds and plants of Australia aus dem Jahr 2009 einen auf dem 2. Oktober 1796 datierten Brief des Vizeadmirals Sir Hyde Parker, in dem es heißt: 

„Es tut mir leid, meinen Brief, mit der Unterrichtung ihrer Lordschaften, beenden zu müssen, dass Lieutenant Raper, Befehlshaber des Kutters Expedition, am 29. verstorben ist.“

 Es gibt Berichte über mehrere Todesfälle durch Fieber auf den Schiffen der Royal Navy in den Westindischen Inseln in den Monaten zuvor. Weder in Parkers Brief noch in anderen Unterlagen der Marine aus dieser Zeit, werden Angaben darüber gemacht, ob Raper dem Fieber erlag oder ob andere Umstände seinen Tod verursacht haben.

## Zeichnungen
Während seiner Reisen von 1787 bis 1792 zeichnete Raper Aquarelle von Vögeln, Blumen und Landschaften. Mehrere davon zeigen Arten, die heute ausgestorben sind, darunter das Lord-Howe-Purpurhuhn (Porphyrio albus) und die Lord-Howe-Weißwangentaube (Columbia vitiensis godmanae). Ferner skizzierte er Landschaftsprofile und topographische Karten. Diese Bilder befinden sich in der First Fleet Artwork Collection im Natural History Museum in London und in der Alexander Turnbull Library in Wellington, Neuseeland. Einige von Rapers Zeichnungen wurden im 19. Jahrhundert von Osbert Salvin und Frederick DuCane Godman erworben und 1877 in der Zoological Society of London ausgestellt.
Im Jahr 2004 wurde 56 lange verschollene Aquarelle auf dem Anwesen des Earl of Ducie entdeckt. Die National Library of Australia erwarb diese Sammlung für eine nicht genannte Summe von dessen Familie Moreton in England.

## Galerie

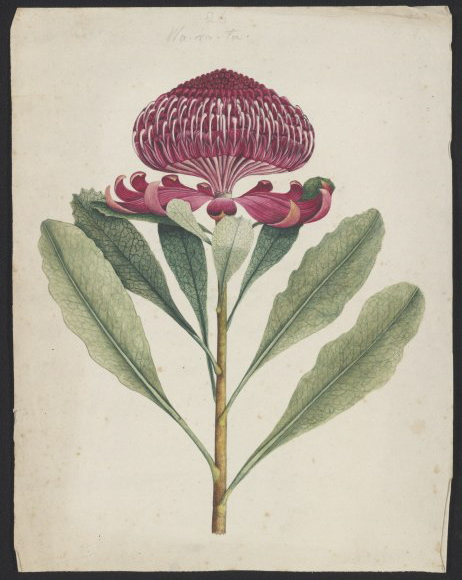
Wa-ra-ta (Telopea speciosissima) Aquarell [1789?]
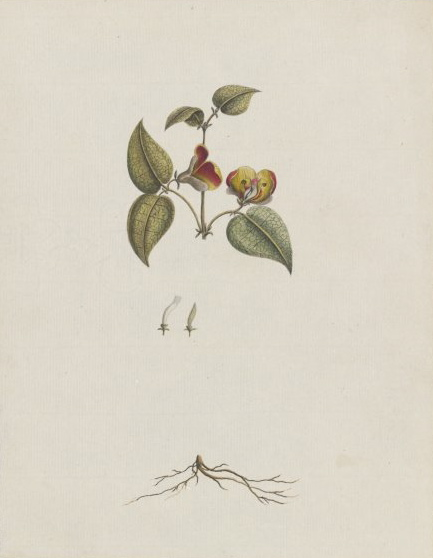
Platylobium formosum [1789?]
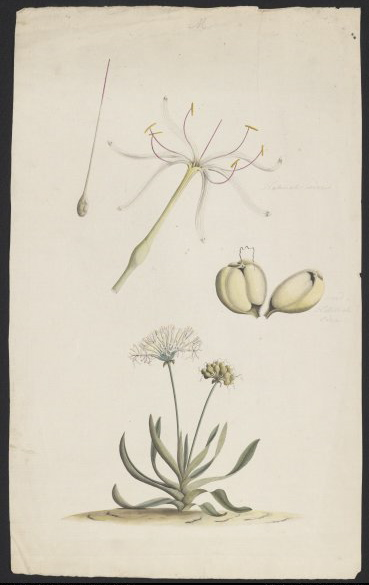
Crinum pedunculatum, Blütendetails und Samen oberhalb der Pflanze.
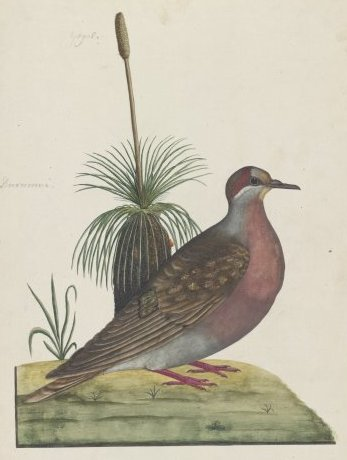
Bronzeflügeltaube
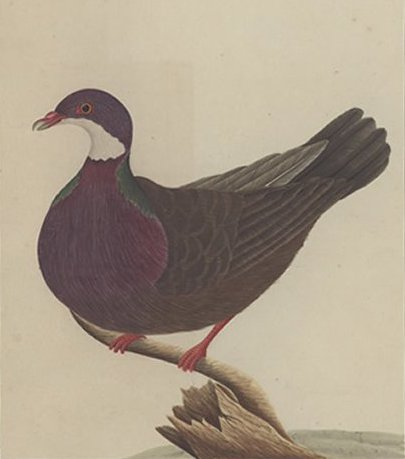
Lord-Howe-Weißwangentaube